# Forteresse de Belogradtchik
La forteresse de Belogradchik ou Kaleto (en bulgare : Белоградчишка крепост, translittération scientifique internationale Belogradčiška krepost) est une forteresse proche de la ville bulgare de Belogradchik au nord-ouest de la Bulgarie.
La première phase de construction se situe à l'époque romaine, puis le tsar Ivan Stratzimir l'agrandit au XIVe siècle. La forteresse fut remaniée après la prise de la ville par les Ottomans, à partir du XVe siècle, enfin au XIXe siècle par des ingénieurs d'Europe de l'Ouest.
Elle est en grande partie intégrée au site naturel des pierres de Belogradtchik.

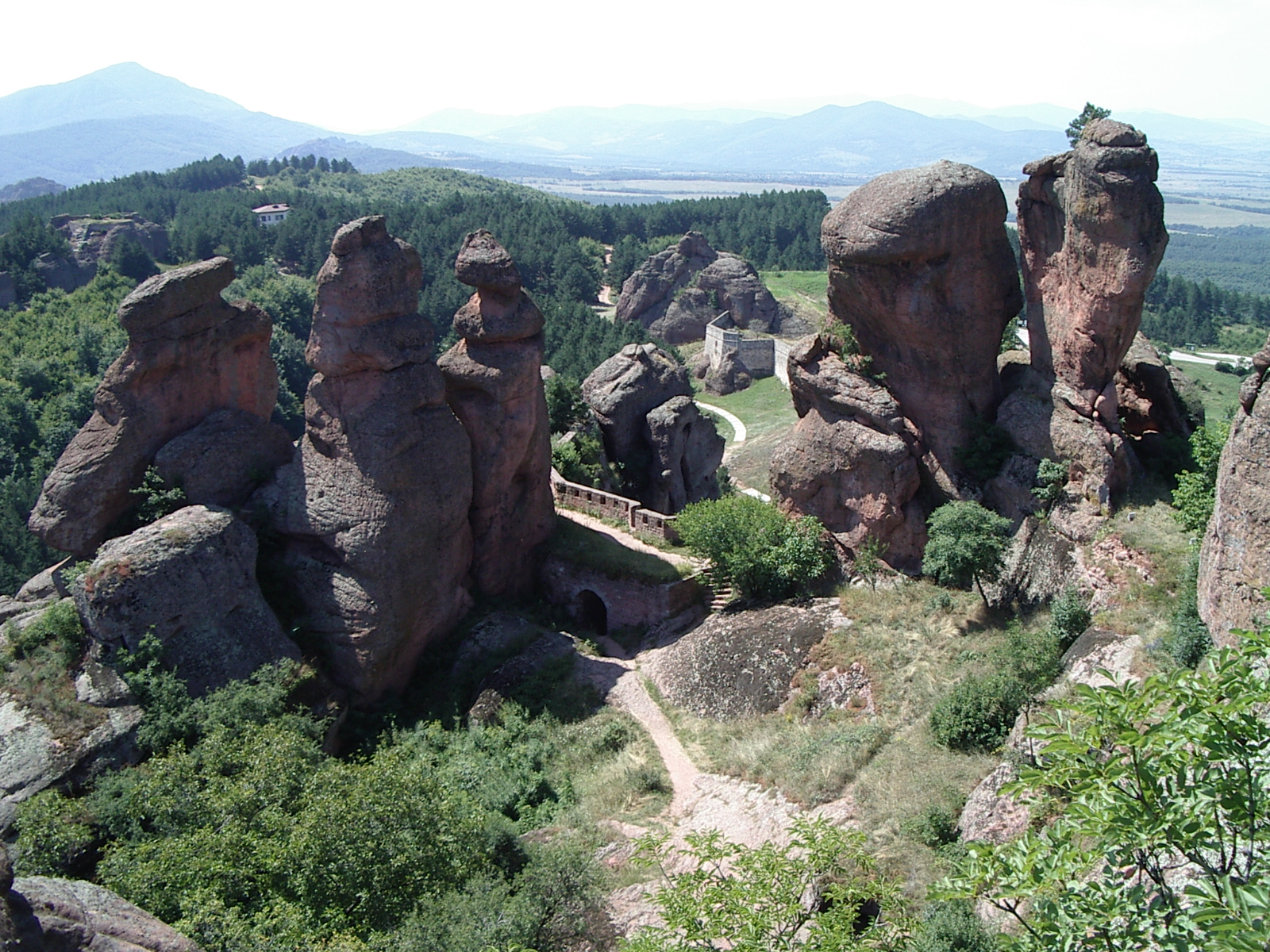
Forteresse de Belogradchik